# Morti nel 2017/Luglio
| Questa pagina contiene informazioni ricavate automaticamente dalle voci biografiche con l'ausilio del template Bio e di un bot. L'aggiornamento è periodico e automatico e ricostruisce completamente la pagina. Se manca una persona in questa lista, sei pregato di non aggiungerla, ma accertati piuttosto che la sua voce biografica contenga il template Bio e che i dati anagrafici siano correttamente compilati. Se il template Bio manca, inseriscilo tu stesso o, in alternativa, metti l'avviso {{tmp\|Bio}} che ne segnala la mancanza. Se i dati riportati sono sbagliati, correggi direttamente la voce biografica; le modifiche saranno visibili in questa lista entro pochi giorni. Per chiarimenti vedi il progetto biografie. La lista contiene solo le 190 persone che sono citate nell'enciclopedia e per le quali è stato implementato correttamente il template Bio. Pagina aggiornata al 10 ago 2025. |

- 1º luglio - Hana Bobková, ginnasta ceca (n. 1929)
- 1º luglio - Giovannangelo Camporeale, archeologo e etruscologo italiano (n. 1933)
- 1º luglio - Anjo Sadăkov, calciatore e allenatore di calcio bulgaro (n. 1961)
- 1º luglio - Sergio Sorrentino, velista italiano (n. 1924)
- 1º luglio - Heathcote Williams, poeta, attore e commediografo britannico (n. 1941)
- 2 luglio - Tony Bianchi, scrittore britannico (n. 1952)
- 2 luglio - Ryke Geerd Hamer, medico tedesco (n. 1935)
- 2 luglio - Minos Kiriakou, armatore greco (n. 1942)
- 2 luglio - Volodymyr Malanjuk, scacchista ucraino (n. 1957)
- 2 luglio - Manlio Mazziotti di Celso, giurista italiano (n. 1919)
- 2 luglio - Antonio Palamara, mafioso italiano (n. 1940)
- 2 luglio - Chris Roberts, cantante, attore e produttore discografico tedesco (n. 1944)
- 2 luglio - Orri Vigfússon, imprenditore e ambientalista islandese (n. 1942)
- 2 luglio - Tat'jana Zatulovskaja, scacchista israeliana (n. 1935)
- 3 luglio - Tom Blom, conduttore radiofonico e conduttore televisivo olandese (n. 1946)
- 3 luglio - Manlio De Angelis, attore, doppiatore e direttore del doppiaggio italiano (n. 1935)
- 3 luglio - Betty Hilton, tennista britannica (n. 1920)
- 3 luglio - Rudy Rotta, chitarrista, cantante e compositore italiano (n. 1950)
- 3 luglio - Solvi Stübing, attrice, conduttrice televisiva e produttrice cinematografica tedesca (n. 1941)
- 3 luglio - Jean-Jacques Susini, politico francese (n. 1933)
- 3 luglio - Manlio Vigna, calciatore italiano (n. 1939)
- 3 luglio - Paolo Villaggio, attore, scrittore e comico italiano (n. 1932)
- 4 luglio - Gustavo Chazarreta, cestista argentino (n. 1941)
- 4 luglio - Gene Conley, cestista, giocatore di baseball e allenatore di pallacanestro statunitense (n. 1930)
- 4 luglio - Ji-Tu Cumbuka, attore statunitense (n. 1940)
- 4 luglio - Daniil Aleksandrovič Granin, scrittore russo (n. 1919)
- 4 luglio - Mauro Pennacchio, avvocato e politico italiano (n. 1923)
- 5 luglio - Pierre Henry, compositore francese (n. 1927)
- 5 luglio - Paul Hollingdale, conduttore radiofonico britannico (n. 1938)
- 5 luglio - John Karlsen, attore neozelandese (n. 1919)
- 5 luglio - John Mackenzie, calciatore scozzese (n. 1925)
- 5 luglio - Joachim Meisner, cardinale e arcivescovo cattolico tedesco (n. 1933)
- 5 luglio - Doddore Meloni, attivista italiano (n. 1943)
- 5 luglio - Joaquín Navarro-Valls, giornalista e medico spagnolo (n. 1936)
- 5 luglio - Irina Ratušinskaja, scrittrice e poetessa russa (n. 1954)
- 6 luglio - Franco Borri Brunetto, politico italiano (n. 1928)
- 6 luglio - Bogdana Diaconescu, cestista rumena (n. 1942)
- 6 luglio - Şinasi Ertan, cestista turco (n. 1926)
- 6 luglio - Giovanni Bernardo Gremoli, vescovo cattolico italiano (n. 1926)
- 6 luglio - Mario Lunetta, scrittore italiano (n. 1934)
- 6 luglio - Bruno Mezzena, pianista e compositore italiano (n. 1927)
- 6 luglio - Thomas Sanders, scenografo statunitense (n. 1953)
- 6 luglio - Heinz Schneiter, calciatore svizzero (n. 1935)
- 7 luglio - Angelo Beltempo, hockeista su pista e allenatore di hockey su pista italiano (n. 1957)
- 7 luglio - Jean-Pierre Bernard, attore francese (n. 1933)
- 7 luglio - Håkan Carlqvist, pilota motociclistico svedese (n. 1954)
- 7 luglio - Suzanne Chaisemartin, organista e insegnante francese (n. 1921)
- 7 luglio - Danny Daniels, coreografo, danzatore e attore statunitense (n. 1924)
- 7 luglio - Werner Hamacher, critico letterario e filosofo tedesco (n. 1948)
- 7 luglio - Marina Ratner, matematica russa (n. 1938)
- 7 luglio - Foscarina Rozzo, cestista italiana (n. 1929)
- 7 luglio - Denis Vaughan, direttore d'orchestra australiano (n. 1926)
- 8 luglio - Ettore Bertoni, calciatore italiano (n. 1922)
- 8 luglio - Nelsan Ellis, attore statunitense (n. 1977)
- 8 luglio - Jacob Gaina, rugbista a 15 neozelandese (n. 1975)
- 8 luglio - Carlos González Cabrera, calciatore messicano (n. 1935)
- 8 luglio - Elsa Martinelli, attrice e modella italiana (n. 1935)
- 8 luglio - Seiji Yokoyama, compositore e direttore d'orchestra giapponese (n. 1935)
- 9 luglio - Il'ja Sergeevič Glazunov, pittore russo (n. 1930)
- 9 luglio - Paquita Rico, attrice e cantante spagnola (n. 1929)
- 9 luglio - Michka Saäl, regista e sceneggiatrice francese (n. 1949)
- 10 luglio - Francesca Cortesi Bosco, storica dell'arte italiana (n. 1938)
- 10 luglio - Peter Härtling, scrittore e saggista tedesco (n. 1933)
- 10 luglio - Josef Kostner, scultore, disegnatore e poeta italiano (n. 1933)
- 10 luglio - Leonardo Maugeri, dirigente d'azienda e saggista italiano (n. 1964)
- 10 luglio - Isabelle Sadoyan, attrice francese (n. 1928)
- 10 luglio - Laura Seghettini, partigiana italiana (n. 1922)
- 11 luglio - Fikret Hakan, attore turco (n. 1934)
- 11 luglio - Cornelius Johnson, giocatore di football americano statunitense (n. 1943)
- 11 luglio - Elena Lipizer, pianista italiana (n. 1930)
- 11 luglio - Enrico Loranzi, calciatore italiano (n. 1932)
- 11 luglio - Denis Mack Smith, storico e biografo britannico (n. 1920)
- 11 luglio - Aleksandr Majorov, regista sovietico (n. 1942)
- 11 luglio - Luigi Ferdinando Tagliavini, organista, clavicembalista e musicologo italiano (n. 1929)
- 12 luglio - Wanda Benedetti, attrice italiana (n. 1923)
- 12 luglio - Carlo Boggio, politico italiano (n. 1931)
- 12 luglio - Gerrit Braks, politico e agronomo olandese (n. 1933)
- 12 luglio - Amerigo Iannacone, scrittore, poeta e esperantista italiano (n. 1950)
- 12 luglio - Kirsten Nilsson, attrice teatrale tedesca (n. 1931)
- 13 luglio - 'Abd al-Rahman bin 'Abd al-'Aziz Al Sa'ud, politico e imprenditore saudita (n. 1931)
- 13 luglio - Charles Bachman, informatico statunitense (n. 1924)
- 13 luglio - John Bernecker, attore statunitense (n. 1984)
- 13 luglio - Nejat Diyarbakırlı, cestista turco (n. 1928)
- 13 luglio - Giovanni Franzoni, teologo e scrittore italiano (n. 1928)
- 13 luglio - Marie-Josephine Gaudette, supercentenaria statunitense (n. 1902)
- 13 luglio - Norman Johnson, matematico statunitense (n. 1930)
- 13 luglio - Liu Xiaobo, attivista, critico letterario e scrittore cinese (n. 1955)
- 14 luglio - Anne Golon, scrittrice francese (n. 1921)
- 14 luglio - Julia Hartwig, poetessa polacca (n. 1921)
- 14 luglio - Giovanni Pieraccini, giornalista e politico italiano (n. 1918)
- 15 luglio - Agostino Cilardo, arabista italiano (n. 1947)
- 15 luglio - Josef Hamerl, calciatore austriaco (n. 1931)
- 15 luglio - Martin Landau, attore statunitense (n. 1928)
- 15 luglio - Maryam Mirzakhani, matematica iraniana (n. 1977)
- 15 luglio - Babe Parilli, giocatore di football americano statunitense (n. 1930)
- 15 luglio - Shūtarō Shōji, cestista e allenatore di pallacanestro giapponese (n. 1933)
- 16 luglio - Nazem Amine, lottatore libanese (n. 1927)
- 16 luglio - Jerry Bird, cestista statunitense (n. 1935)
- 16 luglio - Alicia Carletti, pittrice e litografa argentina (n. 1946)
- 16 luglio - Tom Mitchell, giocatore di football americano statunitense (n. 1944)
- 16 luglio - André Padoux, indologo francese (n. 1920)
- 16 luglio - George A. Romero, regista e sceneggiatore statunitense (n. 1940)
- 16 luglio - Siegfried Wolf, calciatore tedesco orientale (n. 1926)
- 17 luglio - Harvey Atkin, doppiatore e attore canadese (n. 1942)
- 17 luglio - Martha Nava, cestista messicana
- 17 luglio - Sergio Pisano, cestista uruguaiano (n. 1941)
- 18 luglio - Max Gallo, giornalista, storico e scrittore francese (n. 1932)
- 18 luglio - Red West, attore, cantautore e militare statunitense (n. 1936)
- 18 luglio - Marie-Josèphe Yoyotte, montatrice francese (n. 1929)
- 19 luglio - David E. H. Jones, chimico e divulgatore scientifico britannico (n. 1938)
- 19 luglio - Rafael Santos, calciatore argentino (n. 1942)
- 19 luglio - Barbara Weldens, cantante, artista e circense francese (n. 1982)
- 20 luglio - Chester Bennington, cantante statunitense (n. 1976)
- 20 luglio - Andrea Jürgens, cantante tedesca (n. 1967)
- 20 luglio - Giorgio Morniroli, politico e chirurgo svizzero (n. 1936)
- 20 luglio - Giuseppe Pelosi, criminale italiano (n. 1958)
- 20 luglio - Claude Rich, attore francese (n. 1929)
- 21 luglio - Mauro Barni, politico italiano (n. 1927)
- 21 luglio - Mario De Nigris, partigiano italiano (n. 1923)
- 21 luglio - Peter Doohan, tennista australiano (n. 1961)
- 21 luglio - John Heard, attore statunitense (n. 1946)
- 21 luglio - Jon J. van Rood, biologo olandese (n. 1926)
- 21 luglio - Vittorio Sonzogni, architetto e urbanista italiano (n. 1924)
- 21 luglio - Deborah Watling, attrice britannica (n. 1948)
- 21 luglio - Hrvoje Šarinić, politico croato (n. 1935)
- 22 luglio - Guglielmo Cerno, saggista, poeta e etnografo italiano (n. 1937)
- 22 luglio - Fritz Hellwig, politico tedesco (n. 1912)
- 22 luglio - Marcel Kunz, calciatore svizzero (n. 1943)
- 22 luglio - Annamaria Palermo, sinologa italiana (n. 1943)
- 22 luglio - Francesco Pucci, politico italiano (n. 1921)
- 22 luglio - František Ševčík, hockeista su ghiaccio cecoslovacco (n. 1942)
- 23 luglio - John Kundla, allenatore di pallacanestro e dirigente sportivo statunitense (n. 1916)
- 23 luglio - Denisa Manelista, cantante rumena (n. 1989)
- 23 luglio - Marcello Mariani, pittore e scultore italiano (n. 1938)
- 23 luglio - Valdir Peres, allenatore di calcio e calciatore brasiliano (n. 1951)
- 23 luglio - Mervyn Rose, tennista australiano (n. 1930)
- 23 luglio - Flo Steinberg, editrice statunitense (n. 1939)
- 24 luglio - Hassan Bchara, lottatore libanese (n. 1945)
- 24 luglio - Giovanni Bianchi, politico italiano (n. 1939)
- 24 luglio - Carlo Grazioli, politico italiano (n. 1936)
- 24 luglio - Valerio Manfrini, politico italiano (n. 1925)
- 24 luglio - Sergej Petrosjan, sollevatore russo (n. 1988)
- 24 luglio - Udupi Ramachandra Rao, astrofisico indiano (n. 1932)
- 25 luglio - Guillermo Ahrens, cestista peruviano (n. 1923)
- 25 luglio - Hywel Bennett, attore inglese (n. 1944)
- 25 luglio - Gretel Bergmann, altista e pesista tedesca (n. 1914)
- 25 luglio - Marian Diamond, neurologa e psichiatra statunitense (n. 1926)
- 25 luglio - Geoffrey Gurrumul Yunupingu, cantautore, musicista e polistrumentista australiano (n. 1971)
- 25 luglio - Barbara Sinatra, modella, filantropa e socialite statunitense (n. 1927)
- 26 luglio - Enzo Bettiza, giornalista, scrittore e politico italiano (n. 1927)
- 26 luglio - Roberto Conforti, generale italiano (n. 1937)
- 26 luglio - Abdelmajid Dolmy, calciatore marocchino (n. 1953)
- 26 luglio - June Foray, doppiatrice statunitense (n. 1917)
- 26 luglio - Leo Kinnunen, pilota automobilistico finlandese (n. 1943)
- 26 luglio - Giovan Battista Pichierri, arcivescovo cattolico italiano (n. 1943)
- 26 luglio - Joachim Vobbe, vescovo vetero-cattolico tedesco (n. 1947)
- 27 luglio - Natalino Gottardo, allenatore di calcio e calciatore italiano (n. 1950)
- 27 luglio - Kim Weon-kee, lottatore sudcoreano (n. 1962)
- 27 luglio - Valerij Maslov, calciatore sovietico (n. 1940)
- 27 luglio - Mario Tullio Montano, schermidore italiano (n. 1944)
- 27 luglio - Manfred Rummel, calciatore e allenatore di calcio tedesco (n. 1938)
- 27 luglio - Sam Shepard, drammaturgo, attore e sceneggiatore statunitense (n. 1943)
- 27 luglio - Franz Swoboda, calciatore austriaco (n. 1933)
- 27 luglio - Gilles Tremblay, compositore canadese (n. 1932)
- 27 luglio - Guido Visco Gilardi, calciatore italiano (n. 1925)
- 27 luglio - Peter Wegner, informatico russo (n. 1932)
- 28 luglio - Ljudmila Ivanovna Černych, astronoma russa (n. 1935)
- 28 luglio - Ron Foster, calciatore inglese (n. 1938)
- 28 luglio - Georges Martin, ingegnere francese (n. 1930)
- 28 luglio - Stein Mehren, poeta e romanziere norvegese (n. 1935)
- 28 luglio - John G. Morris, fotografo e editore statunitense (n. 1916)
- 28 luglio - Marcello Perracchio, attore italiano (n. 1938)
- 29 luglio - Gianfranco Chessa, allenatore di atletica leggera e dirigente sportivo italiano (n. 1947)
- 29 luglio - Landon T. Clay, imprenditore e filantropo statunitense (n. 1926)
- 29 luglio - Media Kashigar, scrittore, poeta e traduttore iraniano (n. 1956)
- 29 luglio - Redha Malek, politico algerino (n. 1931)
- 29 luglio - Tony Patrioli, fotografo italiano (n. 1941)
- 29 luglio - Olivier Strebelle, scultore e ceramista belga (n. 1927)
- 30 luglio - Nicolò Cipolla, politico italiano (n. 1922)
- 30 luglio - Ciro Cirillo, politico italiano (n. 1921)
- 30 luglio - Luigi Robotti, calciatore italiano (n. 1931)
- 31 luglio - Nicola Di Gioia, attore italiano (n. 1944)
- 31 luglio - Guido Elmi, produttore discografico, musicista e arrangiatore italiano (n. 1948)
- 31 luglio - Jérôme Golmard, tennista francese (n. 1973)
- 31 luglio - Francesco La Macchia, canoista italiano (n. 1938)
- 31 luglio - Roberto Lazzari, nuotatore italiano (n. 1937)
- 31 luglio - Chuck Loeb, chitarrista statunitense (n. 1955)
- 31 luglio - Walter Marichal, calciatore uruguaiano (n. 1935)
- 31 luglio - Jeanne Moreau, attrice, cantante e regista francese (n. 1928)
- 31 luglio - Donzel Rush, cestista statunitense (n. 1974)